# Rubus rosa
Rubus rosa är en rosväxtart som beskrevs av Liberty Hyde Bailey. Rubus rosa ingår i släktet rubusar, och familjen rosväxter. Inga underarter finns listade i Catalogue of Life.